# Sebastiano Craveri
 (juillet 2015).
Si vous disposez d'ouvrages ou d'articles de référence ou si vous connaissez des sites web de qualité traitant du thème abordé ici, merci de compléter l'article en donnant les références utiles à sa vérifiabilité et en les liant à la section « Notes et références ».
Pour les articles homonymes, voir Craveri.
Sebastiano Craveri est un illustrateur de livres, dessinateur publicitaire, prestidigitateur, acteur et écrivain de théâtre dialectal, connu comme dessinateur de bandes-dessinées animalières.

## Biographie
Issu d'une famille de la grande bourgeoisie piémontaise, de famille catholique, lycéen d'études classiques pendant la Première Guerre mondiale, il est appelé sous les drapeaux en 1917. Revenu du front, il préfère ne pas poursuivre ses études et trouve un emploi dans une société d'édition, mais en 1926, après son mariage, il quitte son emploi pour s'adonner avec ardeur au journalisme illustré. Ses premiers essais dans ce domaine, le montrent encore à la recherche de son propre style, en sursis qu'il est entre Art nouveau finissant et mouvance Art déco débutante : un graphisme éclectique qu'on dirait emprunté aux maîtres expressionnistes, quelques timides ouvertures aux expérimentations futuristes.
En tant que peintre amateur, ses toiles des années 1930 témoignent parfois d'une sensibilité digne des écoles piémontaises de paysage entre les XIXe et XXe siècles, rajeunies grâce à la connaissance des Barbizonniers et des impressionnistes : à savoir, Vittorio Avondo, Lorenzo Delleani, Enrico Reycend (it).
À partir de 1931, même avant que les personnages de Walt Disney soient édités et connus en Italie, il publie ses premières tables aux animaux humanisés. À partir de 1937, et presque sans interruption jusqu'en 1950, il devient un des principaux collaborateurs de l'hebdomadaire Il Vittorioso, publié et diffusé par l'organisation de la jeunesse catholique Azione Cattolica. Avec sa famille d'animaux, La famille Zoo du pays de Zoolandia, il développera au fil du temps un trait talentueux, souple, démonstratif et suffisant. Il participe ainsi en protagoniste, entre la fin des années 1930 et la moitié des années 1940, à cette curieuse confrontation entre les différentes tendances de la littérature pour l'enfance, à l'aube de l'avènement d'une civilisation masse-médiologique dans un pays encore archaïque et paysan comme l'Italie : l'horizon laïque et libéral (expression de la bourgeoisie industrielle du Nord de la péninsule) du Corriere dei Piccoli, publié à Milan, les débuts de la diffusion de la B.D. américaine avec son glamour hollywoodien, aussitôt censurée, ensuite défendue par le régime en place, dans L' avventuroso publié à Florence, la B. D. idéologique, à savoir fasciste (plusieurs journaux, mais surtout le Balilla romain, émanation du Popolo d'Italia le quotidien de Mussolini), finalement le journalisme catholique pour l'enfance, parfois nécessairement marqué par des accommodements avec la politique culturelle fasciste, du Vittorioso, publié à Rome.
Mais si sa famille d'animaux doit peut-être quelque chose à la connaissance de la bande dessinée anglaise Bruin Boys créée par Herbert Foxwell, connue en Italie grâce à l’hebdomadaire Jumbo, il ne partage assurément pas l'univers de Walt Disney, car ses fables relèvent plutôt d'une sagesse archaïque et paysanne, rendue spontanée par des siècles de souffrance et de privations, avec quelques emprunts, selon Antonio Faeti, soit à la tradition de l'humour anglais (Defoe, Stevenson) soit à l'esprit de la fable italienne à l'époque des lumières (en l'occurrence l' œuvre de Carlo Gozzi), tandis que son style, « au poignet très ferme, et tout de même branlant d'une façon bien évaluée, pour ainsi dire ébréché, décomposé, agaçant, mais parfois peaufiné à travers des nuances très délicates », est « une sorte d'extraordinaire démonstration de la valeur sempiternelle d'un anti-gracieux qui se proclame tel quel, pour s'opposer à toute forme d'hypocrisie, à tout triomphe de l'inauthentique » (l'inauthentique de l'Italie d'hier et d'aujourd'hui).
Or, mises à part les quelques incursions dans le quotidien, même politique : le pacifisme antifasciste d'une histoire de la famille Zoo, publiée en 1939 sur le Vittorioso, AZ77.93, Il biglietto della lotteria (AZ77.93, Le billet de la Loterie), ou le marché noir de l'après-guerre dans une autre, Il castello degli spiriti (Le château des esprits) l'œuvre de Craveri reste vivante, grâce à une superbe maîtrise des mécanismes de la fable : parmi ses meilleures réussites, on retiendra notamment l'histoire de Balocchetto (Il Vittorioso 1942), à savoir le petit jouet, mais dans le sens aussi de passe-temps oisif, pantin rusé et méchant auquel manque la corde du sentiment. C'est un conte savoureux qui démontre que la bande dessinée n'a rien à craindre face aux arts majeurs et à la littérature.
Homme au tempérament humble et généreux, Craveri fut aussi à l'origine de la fortune de Benito Jacovitti : en 1941 dès lors qu'un représentant du Vittorioso lui avait envoyé quelques dessins du jeune dessinateur, il adressa à la rédaction de l’hebdomadaire cette formule laconique : « Il fait des débuts prometteurs. Faites-le travailler ».
Dans l'après-guerre, abandonnant définitivement ses pinceaux, il déploiera une intense collaboration comme dessinateur et illustrateur dans plusieurs journaux pour l'enfance (comme Il Corrierino, La Bussola, Il Giornalino), et à l'hebdomadaire catholique Famiglia Cristiana.
En 1969, alors qu'il était en train de dessiner, il est saisi d'une attaque d'apoplexie qui l'immobilisa à jamais. Quitté par ses amis et ses anciens éditeurs, il termine sa vie seul, en compagnie de sa femme et dans l'extrême indigence (tous les deux survivant grâce à une allocation sociale). Il est redécouvert à partir de 1972 par un médecin passionné de bandes dessinées, Mauro Giubbolini, qui s'engagera dans une activité d'aide en faveur de sa personne et de la valorisation de son œuvre.
Il est connu en France grâce à quelques traductions publiées entre 1938 et 1941, parfois interpolées, comme dans le cas de Le sette Città (Les Sept Villes, mieux Les aventures extraordinaires de Boniface le grand), avec des vignettes ajoutées, agrandies et complétées probablement par Vincent Krassousky (Vica), pour adapter l'histoire au format de l'édition française.